# ATP Tashkent Open
Tashkent Open, oficiálně President’s Cup (Prezidentský pohár), byl profesionální tenisový turnaj mužů konaný v uzbeckém hlavním městě Taškentu. Odehrával se v Národním tenisovém centru na otevřených dvorcích mezi roky 1994–2002. Centrální stadion postavený v roce 1994 disponoval kapacitou tři tisíce diváků.
V kalendáři okruhu ATP Tour probíhal na tvrdém povrchu v sezónách 1997–2002 a řadil se do kategorii ATP International Series. V zářijovém termínu navazoval na newyorský grandslam US Open. Předtím se mezi roky 1994–1996 konal na antuce ve formě challengeru. Záštitu nad Prezidentským pohárem převzal první uzbecký prezident Islam Karimov. V sezóně 2003 přešla pořadatelská licence na Thailand Open v Bangkoku. Nejvyšší počet dvou singlových titulů získali Brit Tim Henman a Rus Marat Safin, když oba své trofeje obhájili.
Od roku 1999 se během června hrál v témže areálu také ženský Tashkent Open, řazený do okruhu WTA Tour.  

## Přehled finále

### Dvouhra
| Rok  | vítěz               | finalista           | výsledek      | prize money | zdroj  |
| ---- | ------------------- | ------------------- | ------------- | ----------- | ------ |
| 1994 | Chuck Adams         | Filip Dewulf        | 6–4, 4–6, 7–6 | 125 000 $   | [ 6 ]  |
| 1995 | Karim Alámí         | Jordi Arrese        | 6–4, 6–0      | 125 000 $   | [ 7 ]  |
| 1996 | Félix Mantilla      | Lars Rehmann        | 6–2, 6–2      | 125 000 $   |        |
| 1997 | Tim Henman          | Marc Rosset         | 7–6, 6–4      | 328 000 $   | [ 8 ]  |
| 1998 | Tim Henman          | Jevgenij Kafelnikov | 7–5, 6–4      | 380 000 $   | [ 9 ]  |
| 1999 | Nicolas Kiefer      | George Bastl        | 6–4, 6–2      | 475 000 $   | [ 10 ] |
| 2000 | Marat Safin         | Davide Sanguinetti  | 6–3, 6–4      | 500 000 $   | [ 11 ] |
| 2001 | Marat Safin         | Jevgenij Kafelnikov | 6–2, 6–2      | 525 000 $   | [ 12 ] |
| 2002 | Jevgenij Kafelnikov | Vladimir Volčkov    | 7–6(8–6), 7–5 | 525 000 $   | [ 13 ] |

### Čtyřhra
| Rok  | vítězové                              | finalisté                         | výsledek          | prize money | zdroj  |
| ---- | ------------------------------------- | --------------------------------- | ----------------- | ----------- | ------ |
| 1994 | Karim Alámí Sándor Noszály            | Daniel Fiala Jan Kodeš            | 6–7, 6–5, 7–6     | 125 000 $   | [ 14 ] |
| 1995 | Brian Dunn Attila Savolt              | Noam Behr Ejal Ran                | 6–3, 6–2          | 125 000 $   | [ 15 ] |
| 1996 | Marcelo Charpentier Albert Portas     | Andrej Čerkasov Laurence Tieleman | 6–1, 6–2          | 125 000 $   |        |
| 1997 | Vincenzo Santopadre Vince Spadea      | Hišám Arází Ejal Ran              | 6–4, 6–7, 6–0     | 328 000 $   | [ 16 ] |
| 1998 | Stefano Pescosolido Laurence Tieleman | Kenneth Carlsen Sjeng Schalken    | 7–5, 4–6, 7–5     | 380 000 $   | [ 17 ] |
| 1999 | Oleg Ogorodov Marc Rosset             | Mark Keil Lorenzo Manta           | 7–6, 7–6          | 475 000 $   | [ 18 ] |
| 2000 | Justin Gimelstob Scott Humphries      | Marius Barnard Robbie Koenig      | 6–3, 6–2          | 500 000 $   | [ 19 ] |
| 2001 | Julien Boutter Dominik Hrbatý         | Marius Barnard Jim Thomas         | 6–4, 3–6, [13–11] | 525 000 $   | [ 20 ] |
| 2002 | David Adams Robbie Koenig             | Raemon Sluiter Martin Verkerk     | 6–2, 7–5          | 525 000 $   | [ 21 ] |